# Departamento de México
México fue un departamento de ambos periodos de régimen centralista que se impusieron en México durante el siglo XIX, existente primero entre 1835 y 1846, y luego entre 1853 y 1856.

## Historia
El departamento de México fue creado el 23 de octubre de 1835 como movimiento previo al reemplazo del sistema federal vigente desde 1824 por el sistema centralista, el cual fue implantado formalmente a través de las Siete Leyes promulgadas el 30 de diciembre de 1836. El departamento quedó conformado por lo que era el estado de México, el distrito federal y el territorio de Tlaxcala; su capital era la Ciudad de México. Fue disuelto el 22 de agosto de 1846, cuando se regresó al sistema federal y los departamentos se convirtieron nuevamente en estados.
Con el ascenso de Antonio López de Santa Anna al poder los estados federales perdieron su autonomía y pasaron a ser nuevamente departamentos, confirmando este hecho con el decreto del 22 de abril de 1853; la organización establecida duró poco, pues el 1 de marzo de 1854 se dictó el Plan de Ayutla que derogaba el centralismo, si bien el régimen centralista perduró hasta el 15 de mayo de 1856, cuando los departamentos fueron suplantados por los estados previos.